# باد کلوشترلاوسنیتس
باد کلوشترلاوسنیتس (به آلمانی: Bad Klosterlausnitz) یک شهر در آلمان است که در زاله‌هلتسلاند واقع شده‌است. باد کلوشترلاوسنیتس ۳٬۵۳۷ نفر جمعیت دارد.